# La Roche-Blanche (Loire-Atlantique)
La Roche-Blanche (bretonisch: Ar Roc’h-Wenn; Gallo: La Roch-Blaunch) ist eine französische Gemeinde mit 1.258 Einwohnern (Stand: 1. Januar 2022) im Département Loire-Atlantique in der Region Pays de la Loire. La Roche-Blanche gehört zum Arrondissement Châteaubriant-Ancenis und zum Kanton Ancenis-Saint-Géréon. Die Einwohner werden Roche-Blanchais und Roche-Blanchaises genannt.

## Geografie
La Roche-Blanche liegt etwa 40 Kilometer ostnordöstlich von Nantes. An der westlichen Gemeindegrenze verläuft der Fluss Grée. Umgeben wird La Roche-Blanche von den Nachbargemeinden Vallons-de-l’Erdre im Norden und Nordosten, La Rouxière im Osten, Saint-Herblon im Süden und Südosten, Ancenis-Saint-Géréon im Südwesten, Mésanger im Westen sowie Pouillé-les-Côteaux im Nordwesten.

## Geschichte
1950 wurde La Roche-Blanche aus der Gemeinde Saint-Herblon herausgelöst und eigenständig.

## Bevölkerungsentwicklung
| Jahr                       | 1962 | 1968 | 1975 | 1982 | 1990 | 1999 | 2006 | 2017 |
| Einwohner                  | 674  | 671  | 723  | 843  | 930  | 846  | 921  | 1194 |
| Quellen: Cassini und INSEE |      |      |      |      |      |      |      |      |

## Sehenswürdigkeiten
- Kirche Notre-Dame aus dem 19. Jahrhundert
- Kapelle Saint-Michel

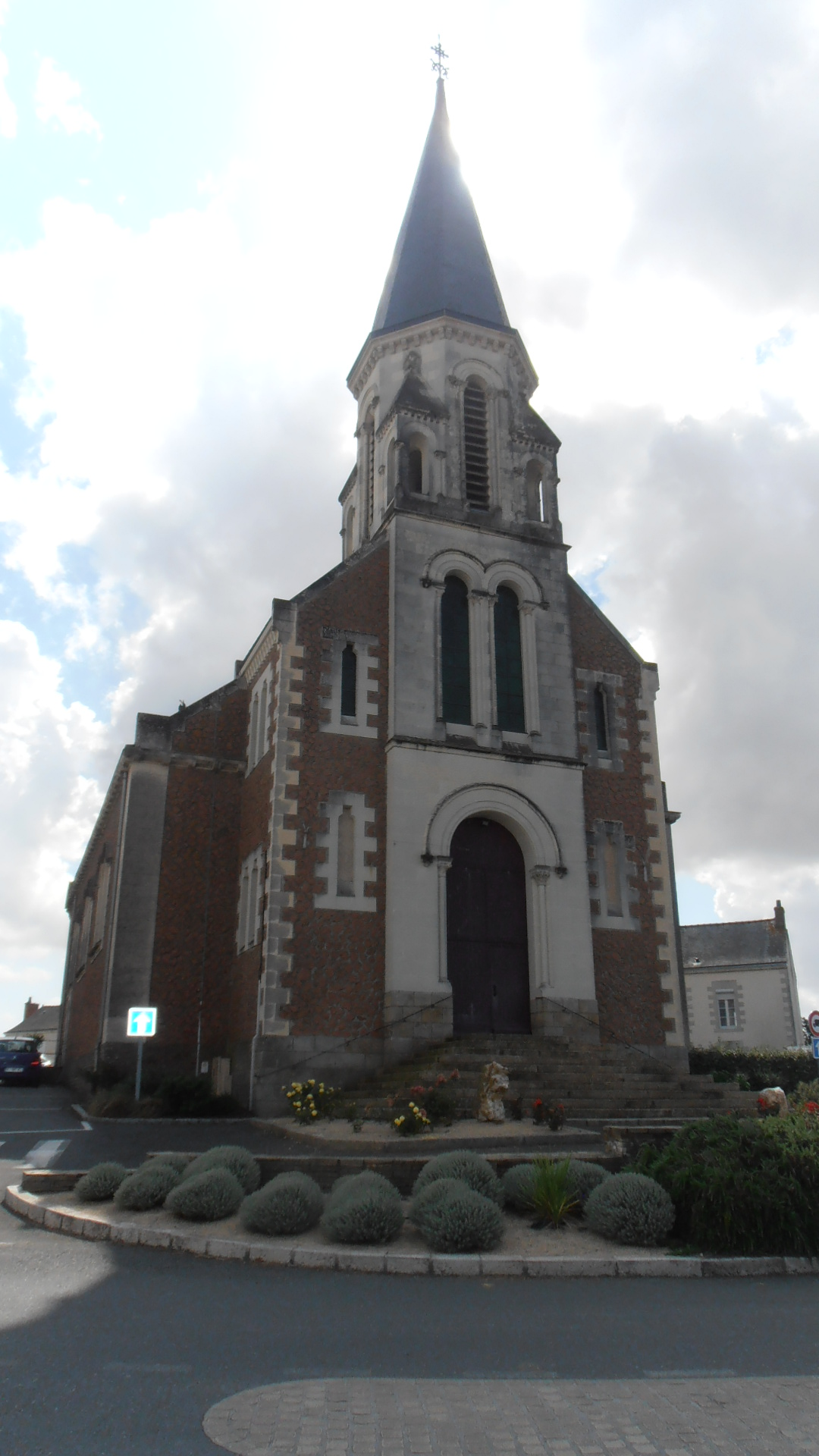
Kirche Notre-Dame
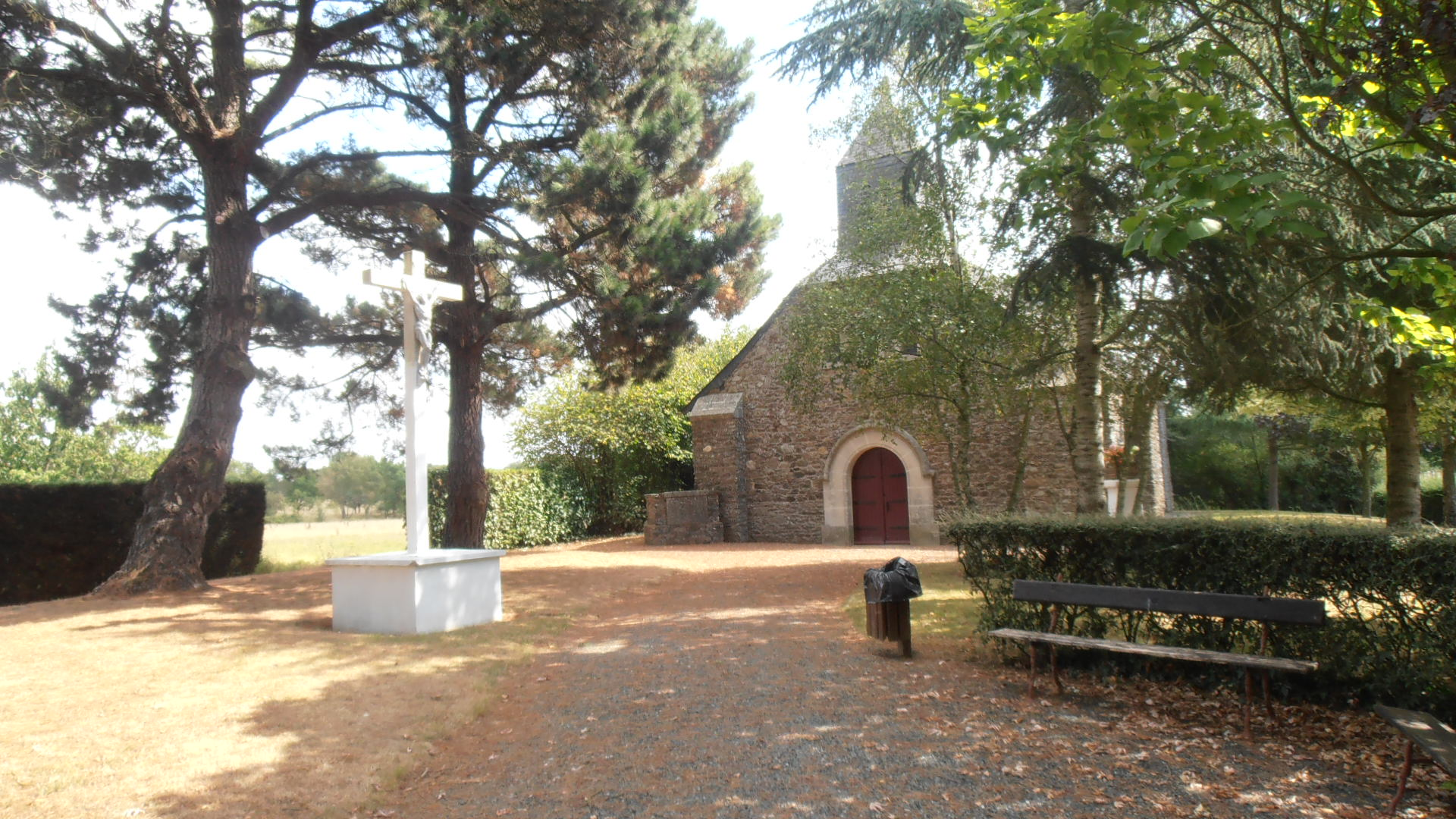
Kapelle Saint-Michel